# Бионикл 2: Легенды Метру Нуи
«Бионикл 2: Легенды Метру Нуи» (англ. Bionicle 2: Legends of Metru Nui) — научно-фэнтезийный полнометражный мультфильм 2004 года, вышедший сразу на цифровых носителях. Второй анимационный фильм в серии Bionicle и приквел «Бионикл: Маски света». Сюжет мультфильма охватывает сюжетную линию вселенной Bionicle 2004 года. Также является вторым фильмом франшизы, получивший рейтинг MPAA. Выпуск «Бионикл 2: Легенды Метру Нуи» состоялся 19 октября 2004 года на DVD и VHS.
В этом фильме Вакама рассказывает о событиях, произошедших задолго до жизни биониклов в Мата Нуи, во время которых он вместе со своими друзьями Ную, Матау, Оневой, Венуа и Нокамой были избраны новыми Тоа на острове Метру Нуи. Чтобы спасти город, они должны доказать, что являются достойными носить имя Тоа, обрести силы своих масок и защитить «сердце Метру Нуи». Тем не менее, они оказываются вовлечены в планы злого Макуты.
Фильм получил смешанные отзывы, при этом было отмечено заполнение сюжетных дыр из прошлой картины. В 2005 году было выпущено продолжение — «Бионикл 3: В паутине теней».

## Сюжет
Фильм начинается с того, что Турага Вакама описывает землю Метру Нуи, существовавшую до Мата Нуи, где местные герои Тоа один за другим пали в бою, когда безжалостная тень вознамерилась завоевать великий город.
Ликан, последний оставшийся Тоа, путешествует по всему городу, отдавая содержащие доли его собственной силы, шестёрке Маторанов из каждого из различных регионов города: Венуа, Ную, Матау, Оневе, Нокаме и Вакаме. После того, как Ликан отдаёт последний камень Вакаме, его захватывают Тёмные охотники Нидики и Крекка. Позже Вакама встречает остальных Маторанов в Великом Храме Кини Нуи, где они превращаются в шестерых новых Тоа. После того, как Вакама получает видение разрушения Метру Нуи, все они решают вернуть шесть Великих Дисков Коноха, спрятанных по всему Метру Нуи, в надежде доказать Тураге Дьюму, лидеру города, что они достойны быть Тоа. Тем не менее, Дьюм заявляет, что «простые подарки» не подтвердят их статус, и вместо этого подвергает их изнурительному испытанию. Когда шестёрка оказывается не в состоянии выполнить его, Дьюм называет их самозванцами и обрушивает на них Ваки, городских стражей. В последовавшем хаосе Онева, Ную и Венуа попадают в плен, в то время как Вакама, Нокама и Матау сбегают из Колизея, прыгнув в транспортную систему города, будучи преследуемыми Тёмными охотниками.
Тёмные Охотники принуждают рабочего повернуть течение системы вспять, вынуждая Вакаму и остальных покинуть систему желобов в ледяной области Ко Метру. Затем они отправляются на поиски других Тоа и Ликана, который, по мнению Вакамы, всё ещё жив. Они едут на транспорте Ваки до По Метру, где попадают в засаду Тёмных Охотников и спасаются от стада Рахи Киканало. Нокама обнаруживает, что её маска позволяет ей говорить и понимать языки других существ, и убеждает Киканало помочь им найти Ликана. Матау же выясняет, что его маска позволяет ему изменять физическую форму.
Тем временем Онева, Венуа и Ную безуспешно пытаются сбежать, когда к ним приближается таинственный Турага, который объясняет, что для побега необходимы силы масок Тоа, и помогает им посредством тренировок. В то время как внутренние конфликты между ними возрастают, Онева обретает силу контроля разума, а Ную оказывается в состоянии использовать телекинез, за счет которого троица обретает путь к свободе. Затем Венуа обнаруживает в своей маске силу ночного видения, прежде чем воссоединиться с Вакамой, Нокамой и Матау. Выясняется, что таинственным Турагой является Ликан, который пожертвовал своей силой, чтобы превратить Вакаму и остальных в Тоа. Он спрашивает о безопасности «сердца Метру Нуи», которое, как полагал Вакама, было самим Ликаном, тогда как на самом деле оказывается жителями города. Затем Вакама обнаруживает небольшую канистру, в которой находится настоящий Дьюм, в то время как городом управляет самозванец. Преследуемые Ваки, Тоа вместе с Ликаном намереваются остановить ложного Дьюма, вызвавшего Маторанов в Колизей, чтобы поместить их в канистры для сна. Ложный Дьюм оказывается замаскированным Макутой Теридаксом и погружает Великого Духа Мата Нуи в сон. Тоа собирают как можно больше капсул Маторанов и сбегают из разрушающегося города. По пути к выходу, Тёмные Охотники снова нападают на них, но погибают вместе с Нивавком (шпионом Макуты), когда Макута поглощает их.
Когда группа покидает Метру Нуи, Вакама создаёт из Великих Дисков легендарную Маску Времени, которую он безуспешно пытался создать будучи Матораном. Макута убивает Ликана, пожертвовавшего своей жизнью, чтобы спасти Вакаму. В ярости, Вакама бросает Маску Времени в море и побеждает Макуту в бою, используя новообретённую силу невидимости. Тоа объединяют свои силы, чтобы запечатать Макуту в тюрьме протодермиса и выйти на поверхность, появившись на острове, который они называют «Мата Нуи» в честь Великого Духа. Там они жертвуют силами Тоа, чтобы пробудить Маторанов и становятся Турагами. Вакама передаёт маску Ликана раненому Маторану по имени Джала, после чего Матораны признают своих старейшин и начинается новая жизнь на острове Мата Нуи.

## Роли озвучивали
| Актёр             | Роль              |
| ----------------- | ----------------- |
| Алессандро Юлиани | Тоа Вакама        |
| Кристофер Гейз    | Турага Вакама     |
| Джерард Планкетт  | Турага Дьюм       |
| Табита Сен-Жермен | Тоа Нокама        |
| Майкл Добсон      | Тоа Ликан, Крекка |

| Актёр           | Роль                   |
| --------------- | ---------------------- |
| Брайан Драммонд | Тоа Матау, Тоа Онева   |
| Пол Добсон      | Тоа Венуа, Нидики      |
| Тревор Дивэлл   | Тоа Ную                |
| Ли Токар        | Макута Теридакс, Конгу |

## Производство
Планы по созданию второго фильма обсуждались ещё до выпуска «Маски света». Режиссёры Терри Шекспир и Дэвид Молина внесли свой вклад в сюжетную линию, хотя большая часть мифологии уже была придумана до написания сценария.
Относительно визуального стиля фильма режиссёр Дэвид Молина заявил: «Мы хотели расширить познания нашей аудитории о мире Bionicle, показав больше окружающей среды, большие перспективы». Кроме того, остров из «Бионикл 2» представляет собой подобие Манхэттена, со множеством торговых центров и большими зданиями. Первый фильм получился очень закрытым, очень органичным. Метру Нуи выглядит более продуманным, поэтому ощущается иначе".
Говоря об операторской работе, режиссёр Терри Шекспир сказал: «Мы действительно сконцентрировались на глубине резкости камеры». Сравнивая два оба фильма, он выразил мнение: «В первой пленке были более яркие цвета, каждый из которых привязывался к конкретному региону и, тем самым, мир ощущался моложе. Для „Бионикл 2“ мы выбрали более тусклые тона, реалистичные земные оттенки, поэтому мы обесцветили персонажей».
Большая часть анимации создавалась в Тайване компанией CGCG. Процесс создания фильма, от раскадровки до завершения производства, занял 12 месяцев. Молина также добавил, что конвейер и процесс создания этого фильма были быстрее и совершеннее, чем в случае его предшественника. «Наша сила — оживлять персонажей, а не только роботов», — заключил Шекспир.

## Выпуск
«Бионикл 2: Легенды Метру Нуи» был выпущен в США на DVD 6 октября 2004 года. DVD включал в себя ряд документальных роликов, в том числе о создании фильма и связанной с ним линии игрушек. Также существует короткометражка под названием «Разоблаченная легенда», содержащая краткие ответы создателей фильма на вопросы аудитории. Некоторые критики были обеспокоены тем, что DVD чересчур настырно склоняет на покупку продукции Bionicle.
Как и первый фильм трилогии, второй был выпущен сразу на цифровых носителях Miramax Films и Walt Disney Studios Home Entertainment под юридическим лицом Buena Vista Home Entertainment.
Toonami из Cartoon Network показала несколько сцен из фильма вместе с «Маской света». Премьера фильма состоялась 6 октября 2004 года в театре Эль-Капитан в Голливуде. Cartoon Network впервые показала фильм менее чем через два месяца после его выхода 18 декабря 2004 года в 19:00 по восточному времени. Фильм транслировался на канале Toon Disney в США в 2006 и 2007 годах. Super RTL также транслировал фильм в Германии в 2005 году.

## Саундтрек
Композитор первого фильма Нейтан Фёрст также написал музыку к «Легендам Метру Нуи». Вместо того, чтобы отталкиваться от тематики племенных элементов как в «Маске света», Фуерст интегрировал в музыку второго фильма звуки электроники и техно, чтобы подчеркнуть его футуристический стиль.
Саундтрек «Легенды Метру Нуи» вышел в цифровом формате 12 декабря 2017 года, спустя тринадцать лет после выхода фильма. В отличие от саундтреков «Маски света» и «Паутины теней», содержащих полноценные композиции из соответствующих фильмов, данный альбом включил большую часть партий «Легенд Метру Нуи», но без музыки в некоторых сценах. По словам Фёрста было принято решение исключить два трека из итоговой версии мультфильма, чтобы не перегружать его.
В данный релиз вошли два «бонусных трека»: первый — альтернативная тема «Пустыня / Киканало», которая не использовалась в фильме, а второй — оригинальный набросок Фёрста на тему Ликана, который частично использовался в меню DVD фильма и фигурировал в сценах с участием персонажа.
Долгое время саундтрек был недоступен из-за многолетнего сбоя внешнего диска. Незадолго до выхода релиза в 2017 году, Фёрст отметил, что саундтрек был восстановлен благодаря его помощнику.
| №                   | Название                                              | Длительность |
| ------------------- | ----------------------------------------------------- | ------------ |
| 1.                  | «Legend of Metru Nui / Toa Stones»                    | 5:33         |
| 2.                  | «Lhikan's Capture / Vakama's Vision»                  | 2:46         |
| 3.                  | «Dume's Request»                                      | 1:03         |
| 4.                  | «Faithful Matoran to Mighty Toa»                      | 4:13         |
| 5.                  | «Arena Challenge»                                     | 3:26         |
| 6.                  | «Vahki Attack!»                                       | 1:36         |
| 7.                  | «Escaping Dark Hunters»                               | 2:02         |
| 8.                  | «Bad Things Happen in the Desert»                     | 5:05         |
| 9.                  | «Mask Powers / Herd of Vahki»                         | 4:32         |
| 10.                 | «Makuta Is Dume»                                      | 2:05         |
| 11.                 | «Heart of Metru Nui»                                  | 6:17         |
| 12.                 | «Follow the Light / Mask of Time»                     | 4:52         |
| 13.                 | «Lhikan's Death / Vakama's Power Found»               | 5:27         |
| 14.                 | «Island of Mata Nui»                                  | 4:25         |
| 15.                 | «Bionicle 2 End Titles»                               | 1:28         |
| 16.                 | «Unused Alternate Desert/Kikeinalo Theme (Bonus Trk)» | 1:28         |
| 17.                 | «Lhikan Theme Sketch (DVD Menu)»                      | 1:09         |
| Общая длительность: | Общая длительность:                                   | 57:27        |

## Критика
Несмотря на скептическое отношение рецензентов относительно того, что мультфильмы нацелены на продажу игрушек, некоторые отметили заметное улучшение сиквела по сравнению с его предшественником, включая заполнение основных сюжетных дыр, которые присутствовали в первой части. Также отмечались отсылки на «Властелин колец», «Звёздные войны», «Матрицу» и «Экскалибур». Высказывались опасения, что бренд Bionicle пропагандирует насилие, что противоречит идее LEGO.
«Бионикл 2: Легенды Метру Нуи» был номинирован на премию «DVD Exclusive Awards» в категории «Лучший анимационный фильм». Также он удостоился номинаций в категориях «Лучший режиссёр» и «Лучший оригинальный саундтрек». Мультфильм был номинирован на премию Сатурн в категории «Лучшее DVD-издание». Кроме того, он был лауреатом премии «iParenting Media» в номинации «Лучший VHS/DVD релиз». Студия, создавшая «Бионикл 2: Легенды Метру Нуи», получила две награды на 27-й ежегодной премии «Telly Awards». Также мультфильм выиграл премию «Golden Reel Award» за звуковой монтаж.